# 槭類伯粉蝨
槭類伯粉蝨（学名：Parabemisia aceris）为粉蝨科類伯粉蝨屬下的一个种。